# جوبا ایرویز
جوبا ایرویز (به انگلیسی: Jubba Airways) یک شرکت هواپیمایی با کد یاتا 6J است که در تاریخ ۱ مه ۱۹۹۸ میلادی تأسیس شده است. دفتر مرکزی جوبا ایرویز در نایروبی، کنیا واقع شده‌است و قطب این شرکت هواپیمایی در فرودگاه بین‌المللی عدن اد، فرودگاه بین‌المللی هارگسیا قرار دارد و به ۹ مقصد، پرواز مستقیم انجام می‌دهد.

## مقصدهای پروازی
مقصدهای پروازی جوبا ایرویز در آوریل ۲۰۱۶ میلادی به شرح زیر است:
| کشور              | شهر        | فرودگاه                          |
| ----------------- | ---------- | -------------------------------- |
| جیبوتی            | جیبوتی     | فرودگاه بین‌المللی جیبوتی-امبوولی |
| کنیا              | نایروبی    | فرودگاه بین‌المللی جومو کنیاتا    |
| عربستان سعودی     | جده        | فرودگاه بین‌المللی ملک عبدالعزیز  |
| پانتلند           | بوساسو     | فرودگاه بین‌المللی بندر قاسم      |
| سومالی            | ادادو      | فرودگاه ادادو                    |
| سومالی            | Beledweyne | Beledweyne Airport               |
| سومالی            | Galkayo    | فرودگاه گالکایو                  |
| سومالی            | Guriel     | Guriel Airport                   |
| سومالی‌لند         | هرجیسا     | فرودگاه بین‌المللی هارگسیا        |
| سومالی            | موگادیشو   | فرودگاه بین‌المللی عدن اد         |
| امارات متحده عربی | دبی        | فرودگاه بین‌المللی دوبی           |